# ديلان بيكر
ديلان بيكر (بالإنجليزية: Dylan Baker)‏ مواليد 7 أكتوبر 1959 في نيويورك، الولايات المتحدة، هو ممثل أمريكي بدأ مسيرته الفنية عام 1986.

## وصلات خارجية
- ديلان بيكر على موقع IMDb (الإنجليزية)
- ديلان بيكر على موقع ألو سيني (الفرنسية)
- ديلان بيكر على موقع ميوزك برينز (الإنجليزية)
- ديلان بيكر على موقع أول موفي (الإنجليزية)
- ديلان بيكر على موقع قاعدة بيانات برودواي على الإنترنت (الإنجليزية)
- ديلان بيكر على موقع قاعدة بيانات الأفلام السويدية (السويدية)
- ديلان بيكر على موقع إن إن دي بي (الإنجليزية)
- ديلان بيكر على موقع قاعدة بيانات الفيلم (الإنجليزية)
- ديلان بيكر على موقع كينوبويسك (الروسية)